# علم فنزويلا
أعتمد علم فنزويلا الحالي في 9 آذار - مارس من سنة 2006 بعد فترة وجيزة من انتصار الثورة البوليفارية. ويتكون بصورة أساسية من ثلاثة ألوان مقسمة بشكل افقي وهي الأصفر, الأزرق والأحمر على التوالي وتوجد في أقصى الزاوية العليا اليسرى من العلم الفنزويلي صورة لشعار النبالة. وتوجد كذلك في الشريط الأزرق للعلم الفنزويلي ثمانية نجوم باللون الأبيض.

## معنى رموز العلم
- الأصفر: يرمز إلى الثروات والموارد الطبيعية في البلاد.
- الأزرق: يرمز إلى السماء والبحر وتحديداً المحيط الأطلسي الذي يفصل بين إسبانيا وفنزويلا
- الأحمر: يرمز إلى دماء الذين ضحوا في سبيل نيل الاستقلال عن إسبانيا وكما ترمز كذلك إلى الشجاعة
- ★ النجوم: تمثل المقاطعات الفنزويلية الثمانية التي وقعت على وثيقة الاستقلال عن المستعمر الأسباني وهي كاراكاس، كومانا، برشلونة، باريناس ،مارغاريتا، ميريدا، تروخيو وغيانا.

## أعلام تاريخية

العلم الاستعماري لفنزويلا القشتالية مابين عامي 1506 - 1716
العلم الاستعماري لفنزويلا الإسبانية مابين عامي 1716 - 1785
العلم الاستعماري لفنزويلا الإسبانية مابين عامي 1785 - 1819
علم فرنسيسكو ميراندا الشخصي عام 1806
علم فنزويلا مابين عامي 1811 - 1812
علم كولومبيا الكبرى في عام 1819
علم فنزويلا مابين عامي 1836 - 1859
علم فنزويلا مابين شباط إلى حزيران من سنة 1859
علم فنزويلا مابين عامي 1859 إلى عام 1863
علم فنزويلا مابين عامي 1863 إلى عام 1905
علم فنزويلا مابين عامي 1905 إلى عام 1930
علم فنزويلا مابين عامي 1930 إلى عام 2006

## أعلام مشتقة من العلم الفنزويلي

علم كولومبيا
علم الإكوادور

## أعلام مشابهة

علم كولومبيا
علم الإكوادور
علم جمهورية هايتي الإسبانية مابين عامي 1821-1822
علم الولايات الاتحادية في ماليزيا
علم دوقية فورتسبورغ الكبرى
علم ليسيتشانسك (مدينة في أوكرانيا)
علم ترانسيلفانيا المبلغ عنه في عام 1852

## وصلات خارجية
- موقع أعلام دول و أقاليم العالم
- تاريخ العلم الفنزويلي
- موقع قناة البي بي سي